# Chevrolet El Camino (Ameryka Północna)
Chevrolet El Camino – samochód dostawczo-osobowy typu pickup klasy wyższej produkowany pod amerykańską marką Chevrolet w latach 1958–1987.

## Pierwsza generacja

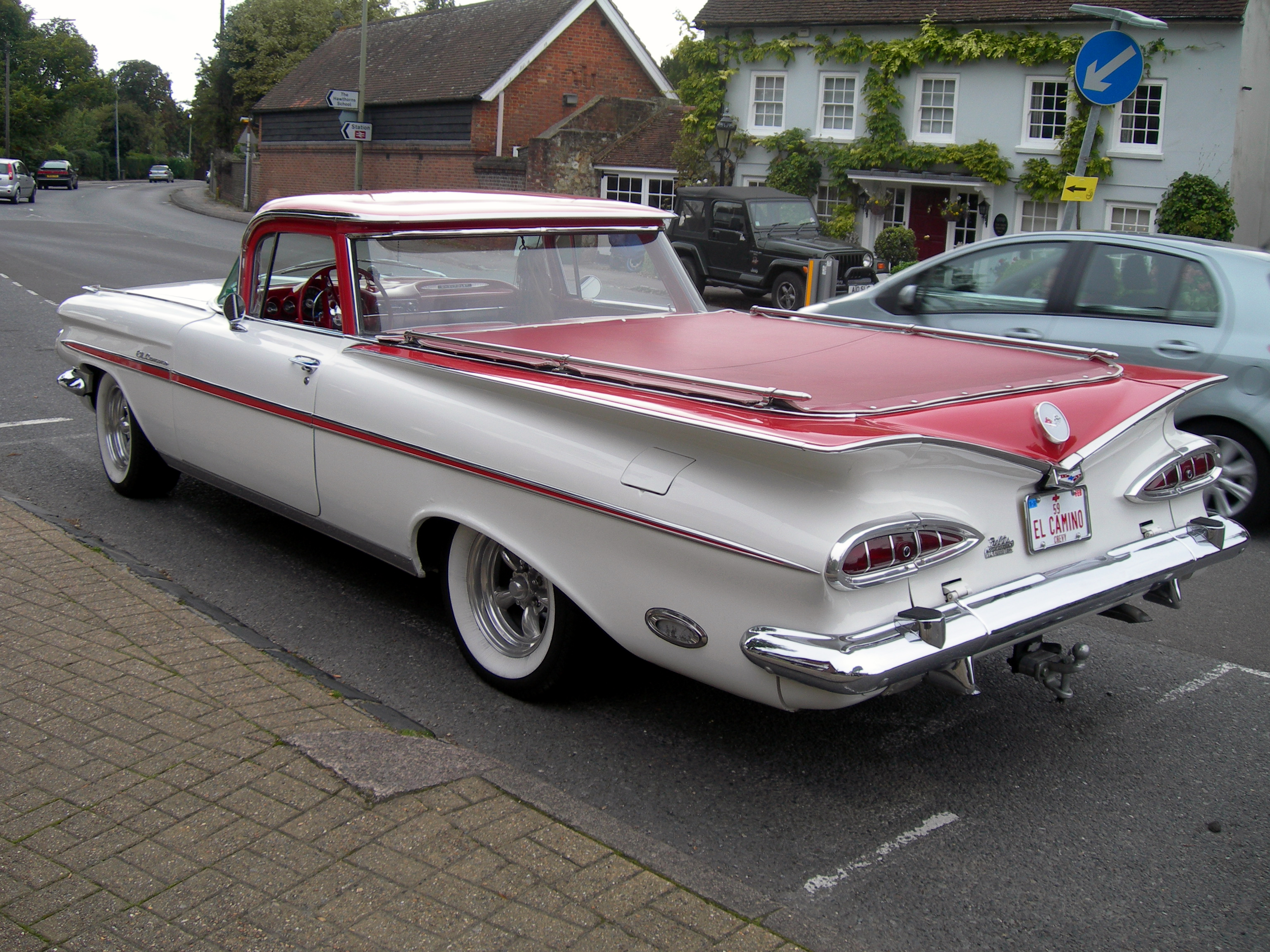
Chevrolet El Camino I – tył

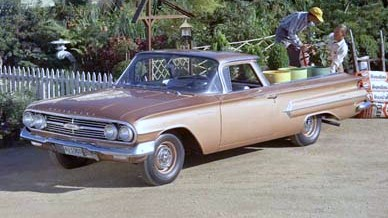
Chevrolet El Camino I po liftingu

Chevrolet El Camino I został zaprezentowany po raz pierwszy w 1958 roku.
Pierwsza generacja El Camino trafiła na rynek 18 października 1958, dwa lata później od głównego konkurenta – Forda Ranchero. Był to rok kiedy zaprezentowany zupełnie nowy nurt przy projektowaniu dużych modeli Chevroleta (Biscayne i Bel Air). Przez pierwszy rok produkcji sprzedano 22 246 egzemplarzy El Camino w porównaniu z 14 169 Ranchero.
Pick-up Chevroleta cechował się długością nadwozia równą 5360 mm przy rozstawie osi 3000 mm. Ranchero wyposażony był we wzmocnione zawieszenie przejęte z wytrzymalszych konstrukcji kombi Forda, Chevrolet zaś przejął do El Camino zawieszenie ze swoich standardowych modeli osobowych, przez co ładowność wynosiła niecałe 300 kg.
Pojazd dostępny był z silnikami: V8 283 (4,6 l) z 2- lub 4-gardzielowym gaźnikiem, V8 348 (5,7 l) Turbo-Thrust z gaźnikiem 4-gardzielowym lub trzema 2-gardzielowymi, V8 283 z wtryskiem paliwa Ramjet Fuel Injection oraz R6 235 (3,9 l). Rocznik 1960 niewiele różnił się od poprzedniego, sprzedano 14 163 egzemplarze co skłoniło Chevroleta do zakończenia produkcji modelu. W tym samym czasie Ford sprzedał 21 027 sztuk nowego Ranchero (oparty na modelu Falcon).

### Silniki
- L6 3.9l
- V8 4.6l
- V8 5.7l

## Druga generacja

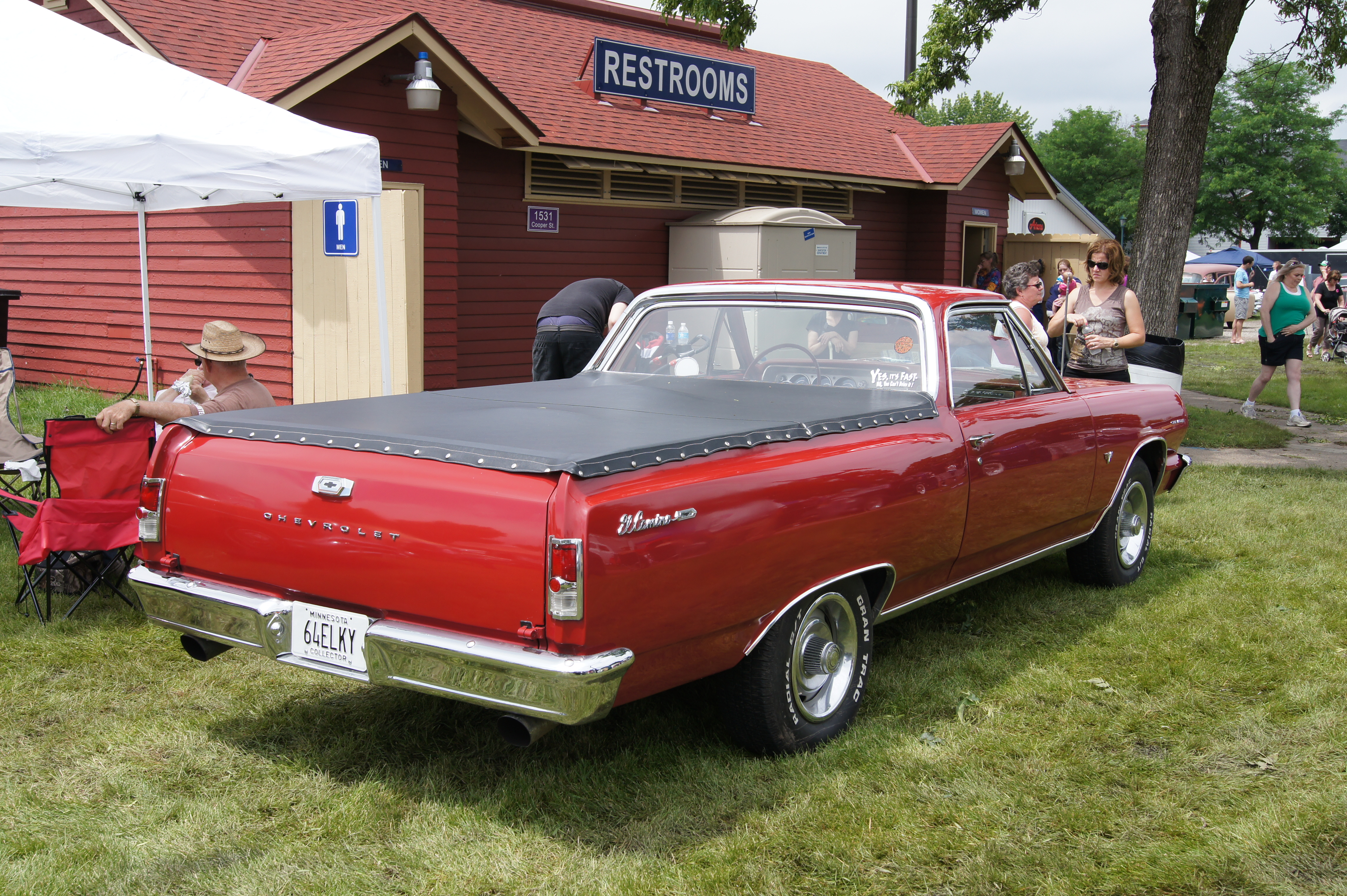
Chevrolet El Camino II – tył

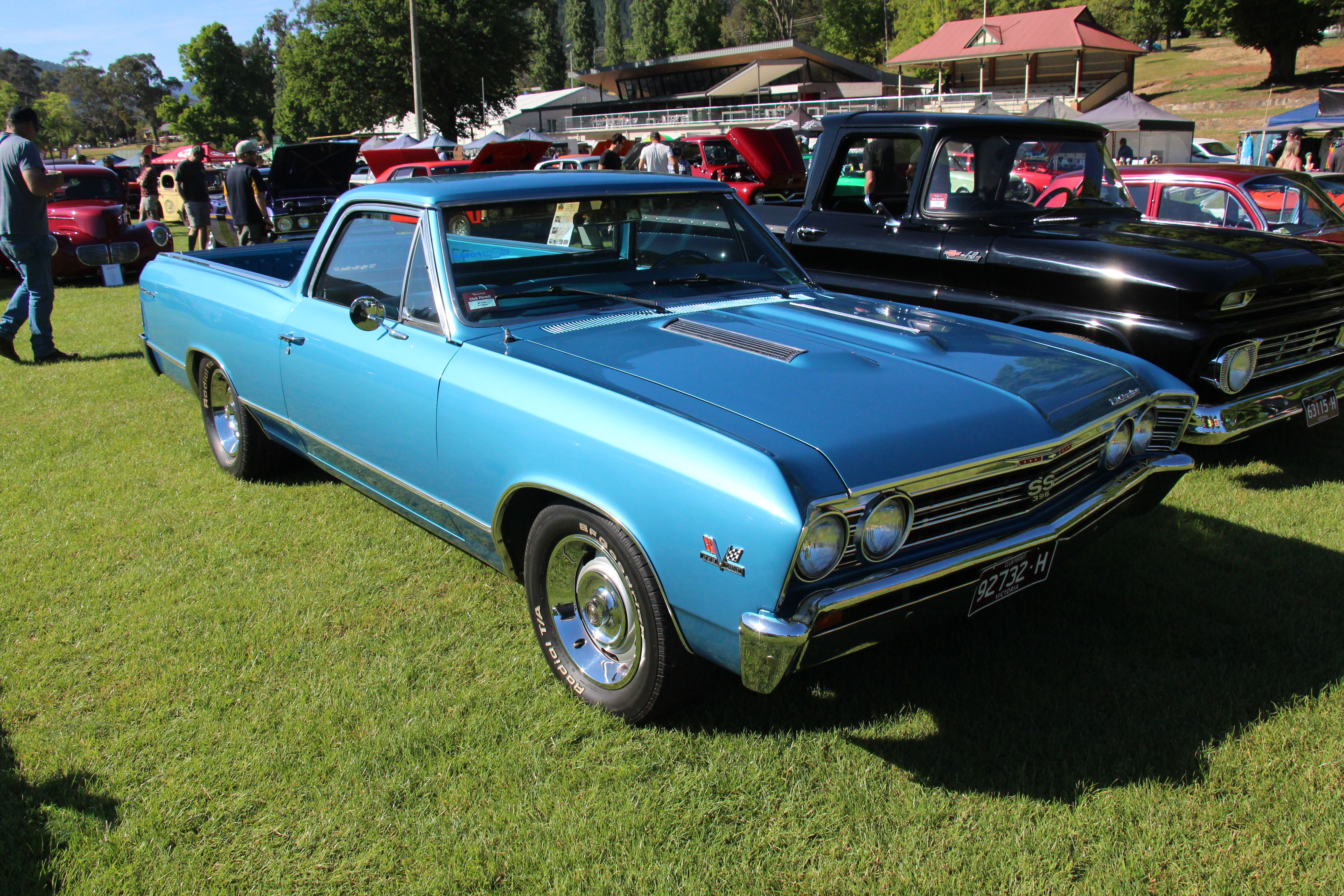
Chevrolet El Camino II po liftingu

Chevrolet El Camino II został zaprezentowany po raz pierwszy w 1964 roku.
Druga generacja El Camino została skonstruowana na bazie modelu Chevelle. Jej debiut odbył się 1964, oba pojazdy w przedniej części nadwozia (do słupków B) były identyczne. El Camino miał być jednak pojazdem użytkowym, nie oferowano więc z nim najmocniejszych silników z Chevelle. Początkowo pojazd dostępny był z silnikami: R6 194 (3,2 l) i R6 230 (3,8 l) oraz V8 283 (4,6 l) Small-Block z gaźnikiem 2- lub 4-gardzielowym. Pod koniec 1964 roku dodano do oferty dwa warianty motoru V8 327 (5,4 l) Small-Block.
Rocznik 1965 charakteryzował się odświeżonym pasem przednim i mocniejszym silnikiem V8 327 generującym moc 355 KM (251 kW). Pozostałe silniki zostały przeniesione bez większych zmian z poprzedniego rocznika.
Rocznik 1966 otrzymał nowy silnik V8 396 (6,5 l) Big-Block o mocy 330-380 KM (242-280 kW). Opcjonalnie pojazd można było doposażyć przy zakupie w obrotomierz. Rocznik 1967 El Camino podążał stylistycznie za równoległym Chevelle, nieznacznie zmieniono pas przedni, zderzaki oraz wyposażenie.

### Silniki
- L6 3.2l
- L6 3.8l
- L6 4.1l
- V8 4.6l Small-Block
- V8 5.4l Small-Block
- V8 6.5l Big-Block

## Trzecia generacja

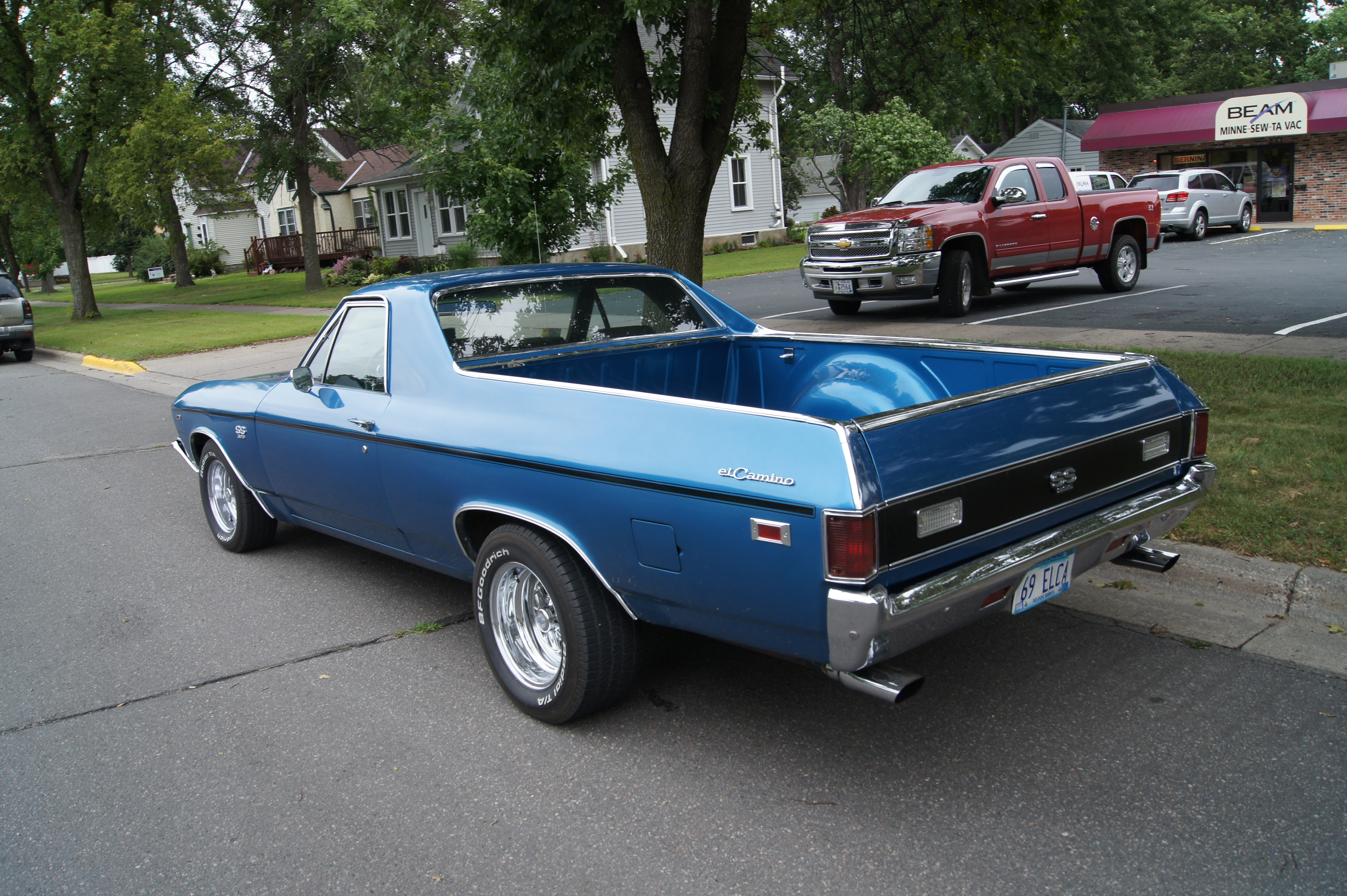
Chevrolet El Camino III – tył

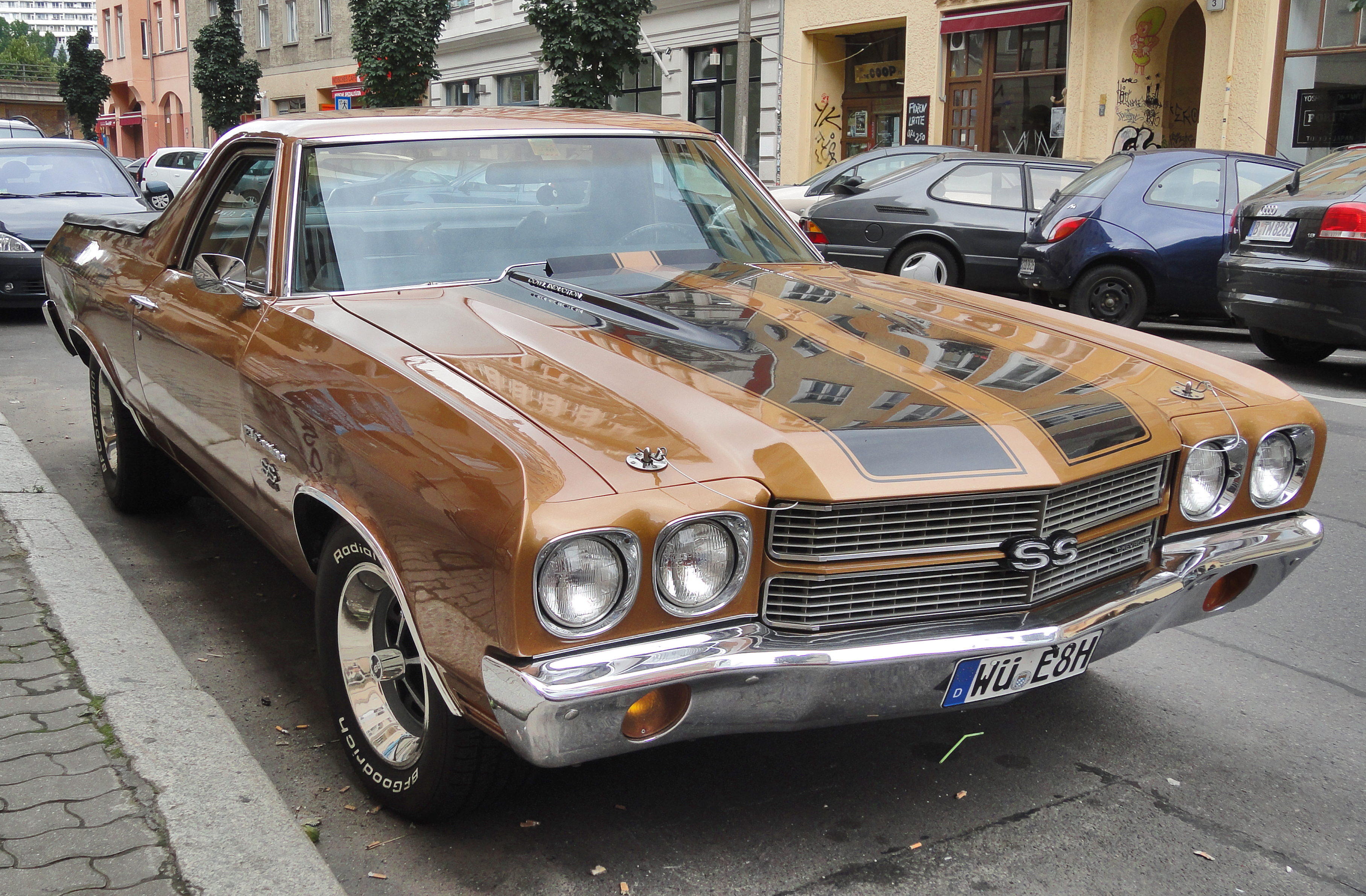
Chevrolet El Camino III po pierwszym liftingu

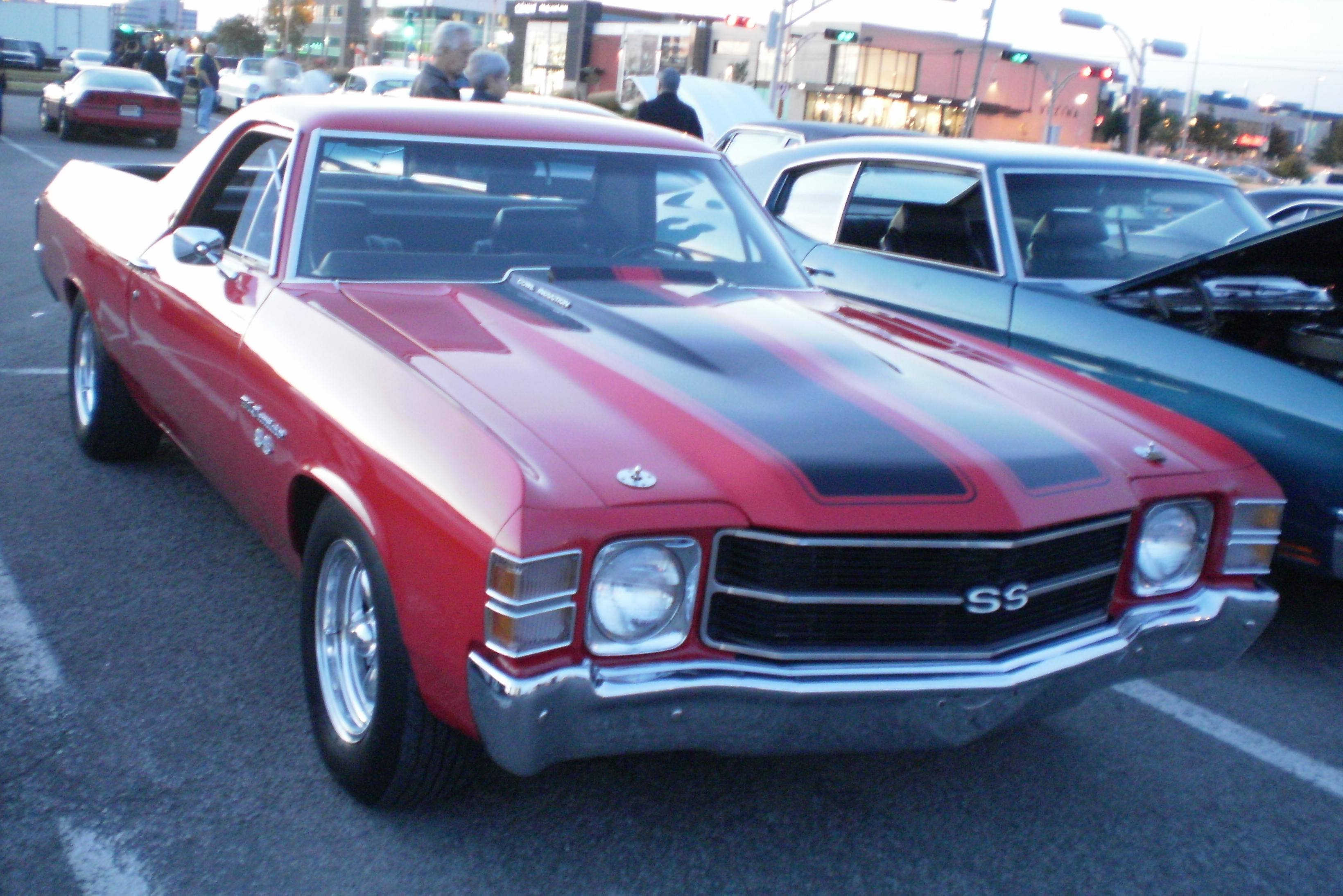
Chevrolet El Camino III po drugim liftingu

Chevrolet El Camino III został zaprezentowany po raz pierwszy w 1968 roku.
Trzecia generacja El Camino została wprowadzona na rynek razem z rocznikiem 1968. Opierała się ona na przedłużonej płycie podłogowej przejętej z wersji kombi modelu Chevelle, rozstaw osi wynosił 2946 mm, długość całkowita 5283 mm. Nowe El Camino dzieliło wersje wystroju i wyposażenia z Chevelle Malibu. Jednostka V8 Turbo-Jet 396 (6,5 l) generowała 330 KM (242 kW) lub 355 KM (260 kW). Na liście dostępnych silników ponownie znalazł się motor L78 o mocy 380 KM (280 kW). Standardowo wszystkie silniki zblokowane były z 3-biegową manualną skrzynią biegów, opcjonalnie dostępny był 4-biegowy automat.
Rocznik 1969 różnił się od poprzedniego tylko detalami – głównie bardziej zaokrąglonymi szczegółami pasa przedniego nadwozia. Kolejny model rocznikowy, 1970, cechował się bardziej ostrymi liniami nadwozia i mniejszą liczbą obłości. W 1971 roku zadebiutował bliźniaczy model od GMC – Sprint. Od 1972 roku rozpoczął się stopniowy spadek mocy maksymalnej silników spowodowane wprowadzeniem ostrzejszych norm emisji spalin.
Wariant El Camino trzeciej generacji z najmocniejszymi silnikami zaliczane były do grona samochodów typu muscle cars.

### Silniki
- L6 3.8l
- L6 4.1l
- V8 5.0l
- V8 5.7l
- V8 6.5l
- V8 7.4l

## Czwarta generacja

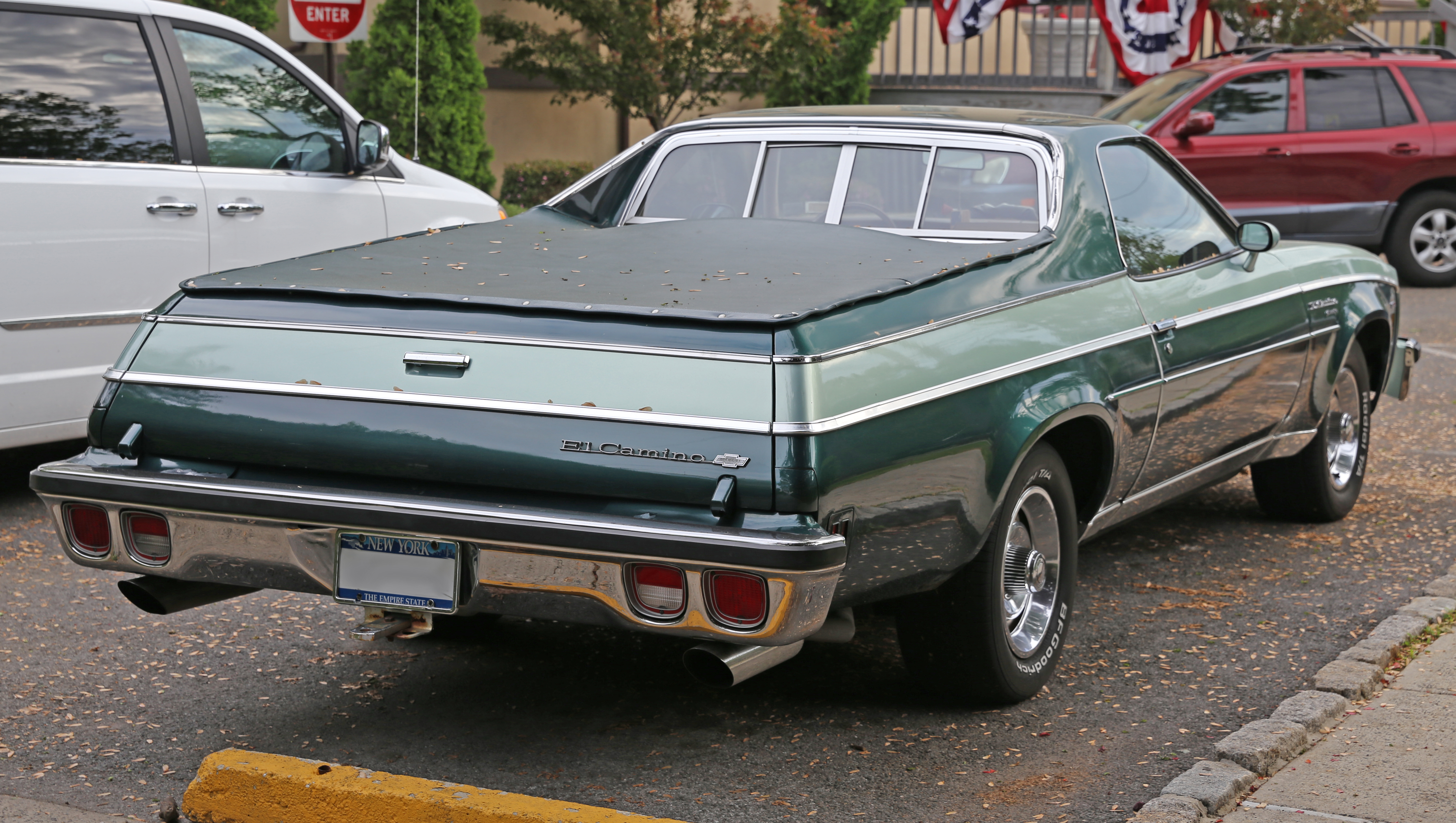
Chevrolet El Camino IV – tył

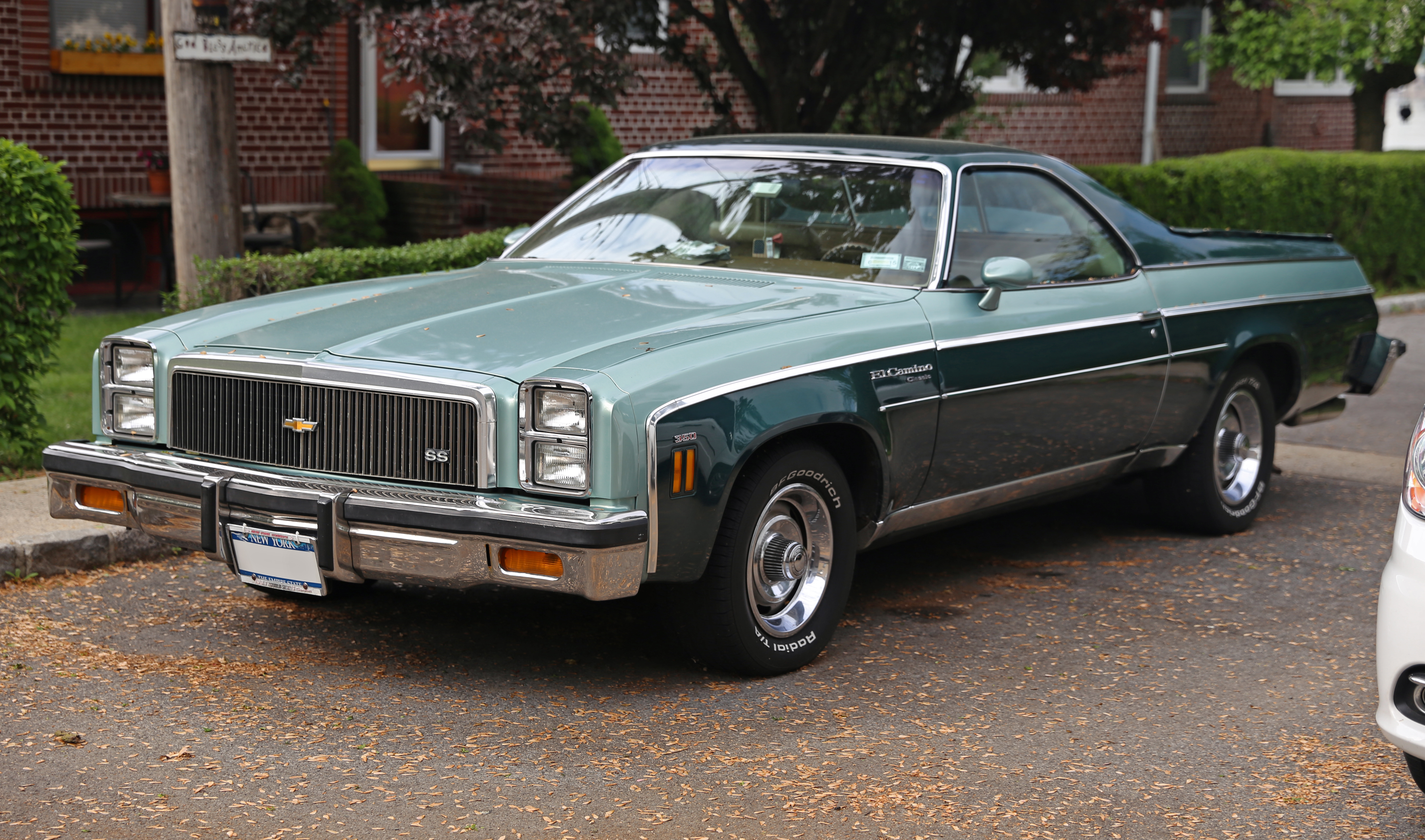
Chevrolet El Camino IV po liftingu

Chevrolet El Camino IV został zaprezentowany po raz pierwszy w 1973 roku.
Czwarta generacja El Camino po raz kolejny i zarazem ostatni została oparta na modelu Chevelle w odmianie kombi. Zastosowano w niej przednie zderzaki o nowoczesnej konstrukcji, które podnosiły jednak masę własną pojazdu. Wersja podstawowa i SS modelu El Camino dzieliła wyposażenie wnętrza i wystrój nadwozia z Chevelle Malibu, El Camino Classic wprowadzone na rynek w 1974 roku zaś z bardziej luksusowym Chevelle Malibu Classic.

### Lifting
Podobnie do pokrewnego Chevelle, w 1976 roku Chevrolet El Camino przeszedł obszerną modernizację pasa przedniego. Pojawiły się węższe reflektory z dwuczęścioymi kloszami.

### Silniki
- L6 4.1l
- V8 5.0l
- V8 5.7l
- V8 6.6l
- V8 7.4l

## Piąta generacja

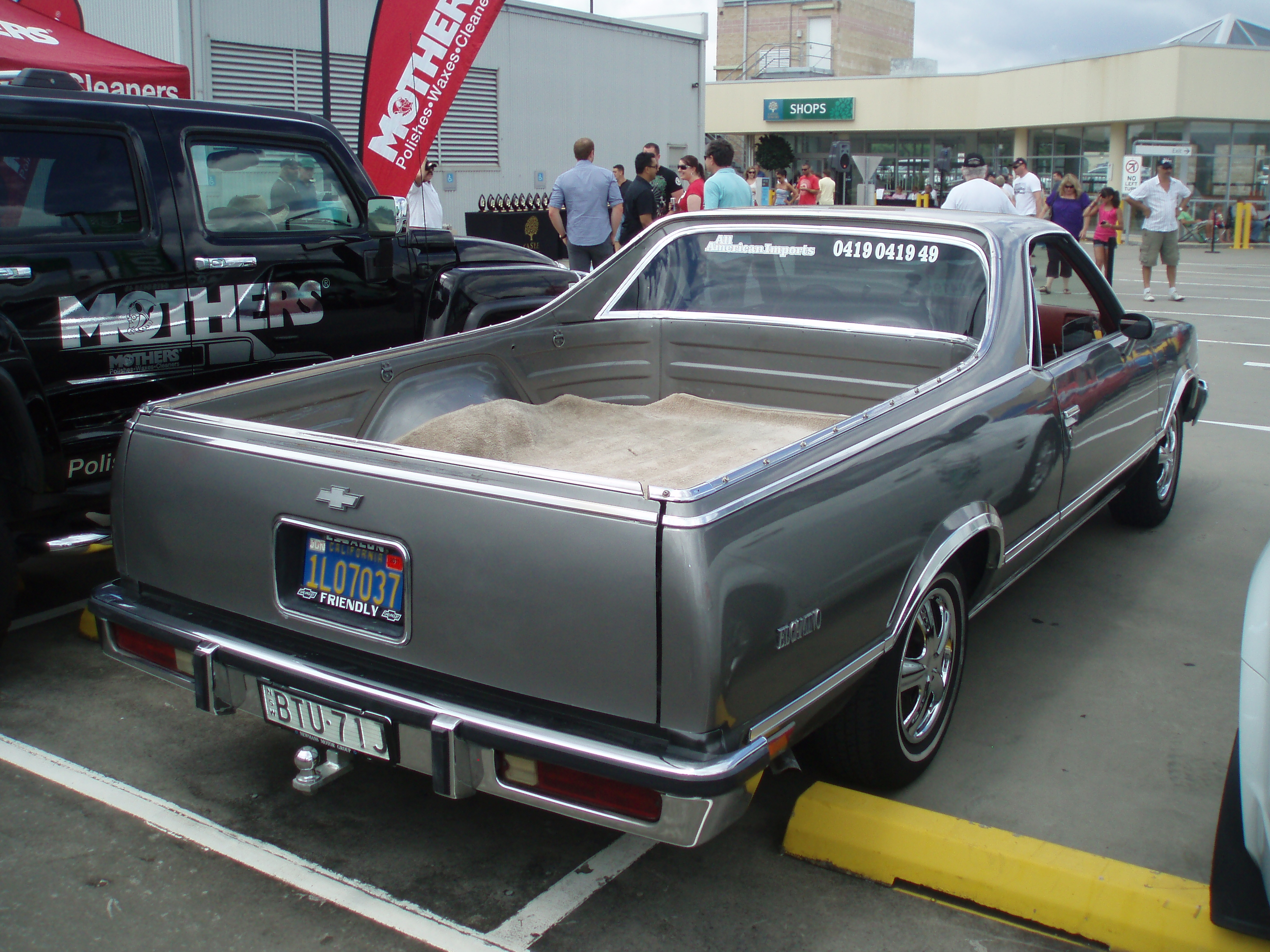
Chevrolet El Camino V – tył

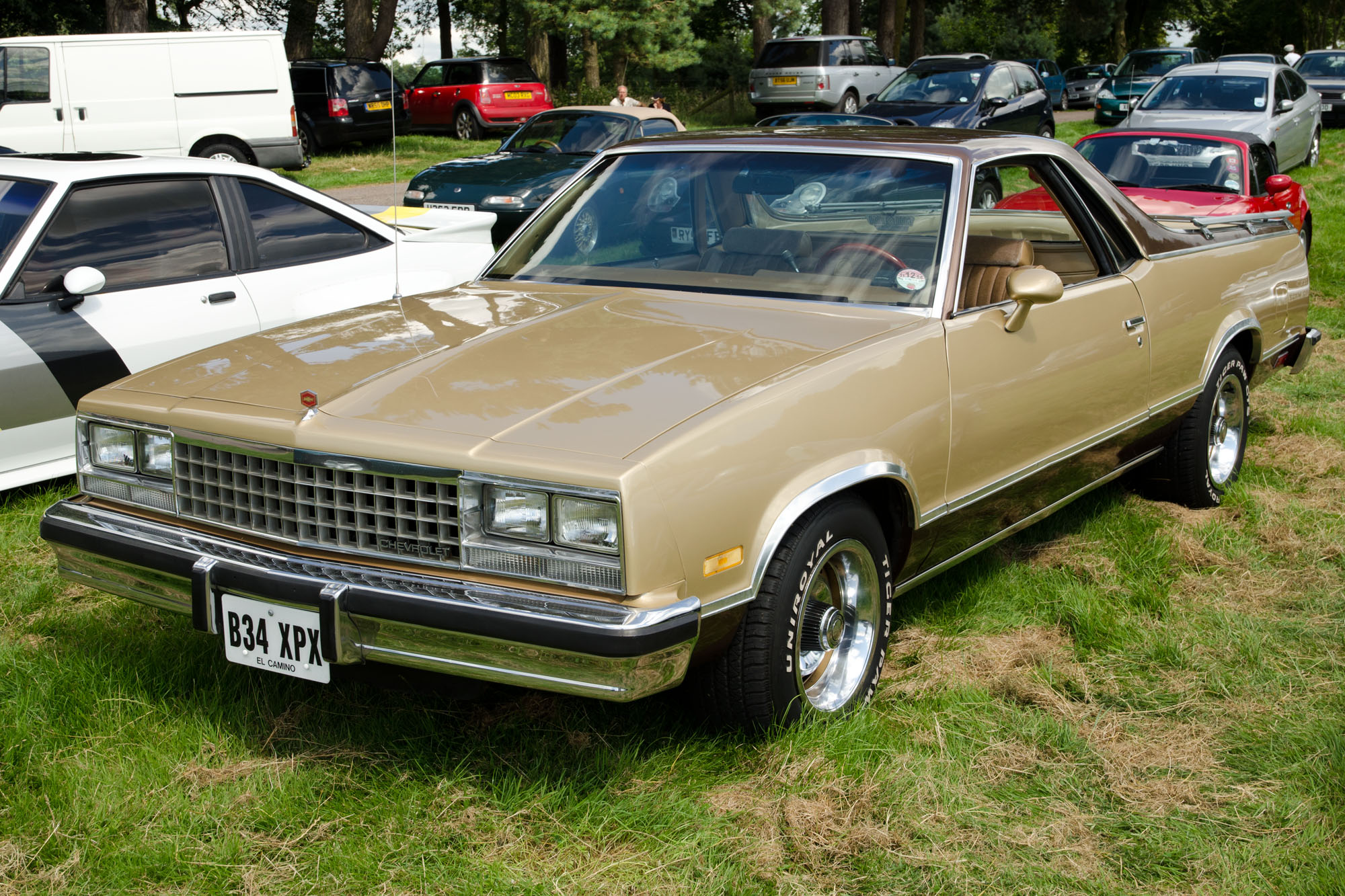
Chevrolet El Camino V po liftingu

Chevrolet El Camino V został zaprezentowany po raz pierwszy w 1978 roku.
Piąta i zarazem ostatnia generacja El Camino została oparta na następcy Chevelle, modelu Malibu. Oferowana była w czterech wariantach wyposażenia: Classic, Black Knight (1978)/Royal Knight (1979–83), Conquista i Super Sport. Początkowo jako podstawowe źródło napędu służyły silniki V6 Chevrolet 90° i Buick V6, opcjonalnie dostępny był V8 Small-Block (5,0 l). W latach 1982–84 oferowany był także pochodzący od Oldsmobile silnik wysokoprężny. Rozstaw osi piątej generacji wynosił 2972 mm.

### Lifting
W 1981 roku Chevrolet El Camino przeszedł obszerną modernizację pasa przedniego, zyskując dużą chromowaną atrapę chłodnicy w kształcie kraty, a także wąskie, wysoko umieszczone dwuczęściowe reflektory. Pod tą postacią samochód produkowany był do 1987 roku, po czym zniknął on z oferty Chevroleta bez następcy.

### Silniki
- V6 3.3l Chevrolet
- V6 3.8l Buick
- V6 4.3l Chevrolet
- V8 4.4l Small-Block
- V8 5.0l Small-Block
- V8 5.7l Small-Block
- V8 5.7l Diesel